# مو أندرسون
مو أندرسون (بالإنجليزية: Moe Anderson)‏ (16 أكتوبر 1962، هيوستن في الولايات المتحدة)؛ روائية أمريكية.